# Albino de Angers
Albino de Angers (em latim: Albinus; em francês:  Aubin d'Angers) foi um santo católico francês, abade e quinto bispo de Angers.

## Vida e obra
Nasceu em 469, em Vannes, França, de uma família nobre inglesa que se estabeleceu na Bretanha.
Foi monge aos 20 anos no mosteiro de Cincillac (Tintillant), perto de Angers, mais tarde chamada Saint-Aubin em sua honra. Indicado abade do mesmo em 504, foi bispo de Angers em 529.
Lutou contra costume do incesto, fazendo vários inimigos em muitas famílias poderosas que praticavam o casamento consanguíneo. Convocou o Terceiro Concílio de Orleães, em 538, o qual condenou esta prática e várias outras ofensas morais.
Faleceu no dia 1 de março de 549 e o seu túmulo logo se converteu em local de peregrinação e vários milagres foram creditados a sua intercessão.